# Flaithem Mac Mael Gaimrid
Flaithem Mac Mael Gaimrid (gest. 1058) war ein irischer Poet, der in der ersten Hälfte des 11. Jahrhunderts lebte.

## Leben
Über das Leben von Flaithem Mac Mael Gaimrid ist extrem wenig bekannt. Wie aus seinem irischen Namen zu entnehmen ist, war er der Sohn von Mael Gimrid. Er taucht in den Annalen von Inisfallen auf, woraus zu entnehmen ist, dass er das bedeutende Amt des Ollamh Érenn (Oberster Barde) in Irland innehatte.

„Flaithem, Sohn von Mael Gimrid, Oberster Poet in Irland, ruht in Christi Namen in Ard Ferta Brénainn“

Ferner ist hieraus zu erfahren, dass er im Jahr 1058 starb und in Ard Ferta Brénainn seine letzte Ruhe fand.
Sein Vorgänger als Ollamh Érenn war Ceaunfaeladh ua Cuill, der im Jahr 1048 gestorben war. Sein Nachfolger wurde Cellach húa Rúanada.
| Personendaten    | Personendaten                        |
| ---------------- | ------------------------------------ |
| NAME             | Flaithem Mac Mael Gaimrid            |
| KURZBESCHREIBUNG | irischer Poet                        |
| GEBURTSDATUM     | 10. Jahrhundert oder 11. Jahrhundert |
| STERBEDATUM      | 1058                                 |